# Cymones
Cymones es un género de coleóptero de la familia Endomychidae.

## Especies
Las especies de este género son:
- Cymones armipes
- Cymones atroclavatus
- Cymones bicoloripes
- Cymones extensus
- Cymones helopioides
- Cymones perrieri
- Cymones rufus
- Cymones scutatus
- Cymones tenuipes